# Matthew Riddle
Matthew Frederick Riddle é um lutador profissional e ex-lutador de MMA norte-americano. Ele trabalha atualmente para a Major League Wrestling, sendo o atual campeão mundial dos pesos pesados da MLW em seu primeiro reinado. Ele também faz aparições no circuito independente. Ele é mais conhecido por suas passagens na WWE e UFC.

## Carreira no MMA

### The Ultimate Fighter
Riddle enfrentou Dan Simmler, púpilo de Matt Serra, para entrar na casa do TUF. Riddle nocauteou Simmler nos primeiros segundos do segundo round e golpeou-o três vezes no maxilar depois de ele ter perdido a consciência, quebrando a mandíbula de Simmler em dois locais. Foi chamado de o maior nocaute na história do The Ultimate Fighter por Dana White e o nocaute do século por Quinton Jackson. Riddle foi o segundo escolhido para a Equipe Rampage. Durante a gravação do programa, Riddle ganhou o apelido de Chipper depois de Rampage Chipper reparar que ele estava sempre sorrindo.
A segunda luta de Riddle foi contra Tim Credeur. Credeur derrotou Riddle com um armlock no segundo round, tirando Riddle do torneio. Após a luta, Credur comprou um Xbox 360 com os seus ganhos da luta.
Durante o show, Riddle consistentemente a discutia com mais experiente, Dante Rivera. Dante, em mais uma ocasião, afirmou que ele iria se aposentar se Riddle derrotasse-o.

### Ultimate Fighting Championship
No The Ultimate Fighter 7 Finale, realizado em 21 de junho de 2008, Riddle fez sua estréia profissional no MMA e no UFC, e derrotou o companheiro da casa do TUF, Dante Rivera, por Decisão Unânime.
Riddle foi então escalado para enfrentar Ryan Thomas no UFC 91, mas uma lesão no joelho tirou Riddle da luta. A recuperação da lesão no joelho estava marcada para 6-8 semanas.
Depois de se recuperar, Riddle derrotou Steve Bruno por Decisão Unânime, no UFC Fight Night: Lauzon vs. Stephens.
Em sua terceira luta no UFC, Riddle derrotou um outro companheiro do The Ultimate Fighter 7, Dan Cramer e venceu por Decisão Unânime no UFC 101.
Em seguida, ele enfrentou o participante do TUF 9, Nick Osipczak em 14 de novembro de 2009 no UFC 105. A luta foi realizada no país natal de Osipczak, a Inglaterra. Riddle perdeu a luta por Nocaute Técnico no terceiro round.
Depois de sua derrota para Osipczack, Riddle enfrentou o estreante do UFC Greg Soto em 27 de março de 2010 no UFC 111. Riddle dominou os dois primeiros rounds, Soto aplicou um chute ilegal na cabeça de Riddle no terceiro round, o que o impossibilitou Riddle de continuar, dando a vitória Riddle por Desqualificação.
Riddle enfrentou DaMarques Johnson em 01 de agosto de 2010, no UFC on Versus 2. A luta foi realizada no Peso Casado após Johnson pesar 172£ e Riddle vencer a luta por Nocaute Técnico no fim do segundo round.
Riddle era esperado para enfrentar TJ Waldburger em 11 de dezembro de 2010 no UFC 124. No entanto, Waldburger foi forçado a se retirar do card, com uma lesão e foi substituído pelo estreante Sean Pierson. Pierson derrotou Riddle por Decisão Unânime e a luta foi chamada a verdadeira Luta da Noite pelo presidente do UFC Dana White.
Riddle era esperado para enfrentar do colega do TUF, Matt Brown, em 3 de março de 2011, no UFC Live: Sanchez vs. Kampmann, substituindo o lesionado Mark Scanlon. No entanto, Riddle também se lesionou, e Brown foi retirado do card.
Riddle era esperado para enfrentar TJ Grant em 26 de junho de 2011, no UFC on Versus 4. No entanto, Riddle foi forçado a partir da luta com uma lesão e substituído por Charlie Brenneman.
Riddle enfrentou o invicto Lance Benoist que fazia sua estréia no octógono em 17 de setembro de 2011 no UFC Fight Night 25. Ele perdeu a luta por Decisão Unânime em uma luta que ganhou as honras de Luta da Noite.
Riddle era esperado para lutar Luis Ramos em 30 de dezembro de 2011, no UFC 141. No entanto, a luta foi cancelada porque Riddle ficou doente e teve de sair momentos antes do começo da luta.
Riddle era esperado para enfrentar Jorge Lopez em 04 de fevereiro de 2012, no UFC 143, substituindo o lesionado Amir Sadollah. No entanto, Lopez também foi forçado a se retirar da luta e substituído pelo estreante Henry Martinez. Ele venceu a luta por Decisão Dividida.
A luta entre Riddle e Ramos foi remarcada para 22 de junho de 2012 no UFC on FX: Maynard vs. Guida. No entanto, Riddle foi forçado a se retirar da luta com outra lesão e substituído por Matt Brown.
Riddle entrou no lugar de Siyar Bahadurzada em curto prazo para enfrentar Chris Clements no UFC 149. Riddle venceu a luta depois de pegar Clements em um triângulo de braço, forçando-o a desistir aos 2:02 do terceiro round. Riddle ganhou o bônus de $65.000 pela Finalização da Noite;  este também marcou a primeira vitória por finalização de sua carreira profissional. Em 20 de outubro de 2012, foi anunciado que Riddle tinha falhado no seu teste de drogas pós-luta, testou positivo para maconha. Riddle foi posteriormente multado e suspenso por 90 dias, retroativo a 21 de julho de 2012. Sua vitória sobre Clements foi mudada para Sem Resultado.
Riddle foi originalmente esperado para enfrentar Besam Yousef em 17 de novembro de 2012 no UFC 154, substituindo o lesionado Stephen Thompson. No entanto, Yousef foi forçado a se retirar da luta devido a uma lesão e foi substituído por John Maguire. Riddle derrotou Maguire por Decisão Unânime.
Riddle enfrentou Che Mills em 16 de fevereiro de 2013, no UFC on Fuel TV: Barão vs. McDonald e venceu por decisão dividida, mas após a luta foi novamente pego no exame antidoping feito após o UFC Londres, onde Matt fez sua última luta. Riddle então foi demitido do  UFC por Dana White.
Incrédulo do acontecido, Riddle desabafou dizendo ter parado de fumar maconha três semanas antes de luta e que usuários da droga são perseguidos no MMA, mas descartava processar o Ultimate Fighting Championship.

### Pós UFC
Após deixar o UFC, Riddle assinou com a promoção baseada no Texas, o Legacy Fighting Championship. Porém, em 18 de Maio de 2013 foi anunciado que seu contrato havia sido comprado pelo Bellator MMA. Riddle era esperado para estrear no Bellator contra Sergio Junior no Bellator 100 nas Quartas de Final do Torneio de Meio Médios da 9ª Temporada, porém, uma lesão nas costelas o impediu de lutar, e após isso Riddle anunciou sua aposentadoria devido à problemas financeiros.
Algumas semanas depois, foi anunciado que Riddle voltaria ao MMA para lutar no Bellator 109, porém, ele novamente teve que se retirar da luta e foi demitido pelo Bellator.
Riddle lutou no Texas Fighting Championship, enfrentando o também ex-UFC Michael Kuiper em 28 de Fevereiro de 2014 no Titan FC 27. Riddle venceu por finalização no segundo round.
Riddle era esperado para enfrentar Ben Saunders em 22 de Agosto de 2014 no Titan FC 29. No entanto, uma lesão o tirou da luta.

## Carreira de wrestling

### Circuito Independente (2014-2018)
Riddle aprende a pegar o Monster Factory  (em) , uma famosa escola de wrestling em New Jersey.Fait importante, tem a particularidade de lutar descalço.
a 21 de janeiro, durante um show do Revolution Pro Wrestling (RPW) em Londres, Inglaterra, ele perdeu para Katsuyori Shibata e não ganhou o RPW British Heavyweight Championship . Em RevPro / NJPW Global Wars 2017 - Tag 1 , ele derrotou El Desperado . Durante o Bloodsport GCW Matt Riddle , ele perdeu para Minoru Suzuki por nocaute.

### Evolve (2015–2018)
Em Evolve 52 , ele venceu Tracy Williams e mais tarde no show ele ajuda Timothy Thatcher contra Catch Point ( Drew Gulak , TJ Perkins e Tracy Williams) e propõe uma luta de tag team que é aceita e durante a partida ele retorna contra Thatcher e se reintegra Catch Point.
Em Evolve 64 , ele venceu Roderick Strong . Em Evolve 67 , ele venceu Tommy End por finalização.
Em Evolve 75 , ele vence Ricochet .
No Evolve 80 , ele perdeu para Drew Galloway em um Grudge Match.
Em Mercury Rising 2017 , ele derrotou Tracy Williams, Fred Yehi , Jon Davis, Parrow e Timothy Thatcher em uma luta eliminatória de seis vias e se tornou o primeiro campeão da WWN. No Evolve 83 , ele manteve seu título contra Drew Galloway a 14 de outubro de 2017na Evolve 94, ele perdeu o título WWN em uma luta de último homem permanente contra Keith Lee .
No Evolve 102 , ele derrotou Zack Saber Jr. e ganhou o Evolve Championship . No Evolve 103 , ele manteve o título contra Daisuke Sekimoto .
No Evolve 108 , ele perdeu o Evolve Championship para Shane Strickland em uma luta Hardcore. a5 de agosto de 2018em Evolve 109, ele venceu a Teoria de Austin . a11 de agostono Evolve 110, ele perdeu para Darby Allin. a12 de agosto no Evolve 111, ele venceu JD Drake.

### Progress Wrestling (2016–2018)
No Capítulo 42, ele derrotou Rampage Brown e ganhou o Campeonato Progress Atlas. a26 de março de 2017no Capítulo 46, ele mantém o título ao derrotar WALTER. a31 de marçodurante o Progresso Orlando, ele mantém seu título contra Trent Seven. a14 de maiono Capítulo 48, ele derrotou Tyler Bate por desqualificação. a27 de maiono capítulo 49, ele derrotou Trent Seven por nocaute. a28 de maio, ele vence Jeff Cobb . a29 de maio, ele perde para Tyler Bate .
O 1 st de julho no Progresso Colônia, ele mantém seu título ao vencer Jurn Simmons.
a 9 de julhono Capítulo 51: Grito pelo Progresso, ele perdeu o título para WALTER. a23 de julhono Capítulo 52, ele venceu Travis Banks .
a 12 de agostodurante o Progress New York City, ele venceu WALTER por finalização e recuperou o Campeonato Atlas. a13 de agostodurante o Progress Boston, ele manteve o título contra Martin Stone .
a 10 de setembro no capítulo 55, ele perdeu o título de Atlas em uma luta de três vias envolvendo Timothy Tatcher e WALTER para o último.
a 12 de novembrono Capítulo 57, ele perdeu com Jack Sexsmith contra Jimmy Havoc e Mark Haskins. a26 de novembrono Capítulo 58, ele perdeu para Travis Banks e não ganhou o Campeonato de Progresso .
a 11 de fevereiro de 2018No Capítulo 63, ele perdeu com David Starr contra Pete Dunne e Trent Seven. a25 de fevereirono Capítulo 64, ele perdeu para Travis Banks e não ganhou o Campeonato de Progresso. a6 de abrildurante o Capítulo 66, ele derrotou Jimmy Havoc. a7 de abril no Capítulo 67, ele perdeu com David Starr e Keith Lee para Flash Morgan Webster, Jimmy Havoc e Mark Haskins.
a 5 de agosto de 2018no PROGRESS Coast To Coast Tour - Dia 2, ele derrotou Tyler Bate . a7 de agostono PROGRESS Coast to Coast Tour - Dia 3, ele derrotou Mark Andrews .
a 30 de setembrono capítulo 76, ele perdeu para Mark Haskins .

### Pro Wrestling Guerrilla (2016–2018)
a 3 de setembro, ele fez sua estreia no Pro Wrestling Guerrilla (PWG) como participante da Batalha de Los Angeles 2016 , onde foi eliminado do torneio após sua derrota para Kyle O'Reilly em sua luta da primeira rodada. Em PWG Game Over, cara , ele venceu Adam Cole .
Durante o PWG All Star Weekend 13 - Tag 1 , ele e Jeff Cobb venceram os Irmãos Lucha ( Penta El Zero M e Rey Fénix ) para ganhar o PWG World Tag Team Championship . Em Mystery Vortex V , eles retêm os títulos contra Ringkampf (Timothy Thatcher e WALTER ).
a 13 de julho de 2018 durante o PWG Threemendous V, ele derrotou Marty Scurll.

### World Wrestling Entertainment (2018 -...)

#### NXT (2018-2020)
a 31 de julho de 2018, é relatado pelo site Uproxx que a WWE tinha acabado de assinar com Matt Riddle. a18 de agosto de 2018, ele apareceu na platéia durante o NXT Takeover Brooklyn 4.
Ele estreou em 21 de setembrodurante um show da NXT House na Flórida vencendo Fabian Aichner . a31 de outubro, ele fez sua estreia na televisão ao vencer Luke Menzies.
a 17 de novembrodurante o pontapé inicial de NXT TakeOver: WarGames II , ele derrotou Kassius Ohno com um único chute no joelho. a5 de dezembrona NXT, ele bate o Punishment Martinez . Após a partida, ele é atacado por Kassius Ohno . a2 de janeiro de 2019na NXT, Riddle derrota Ohno por finalização. Após a partida, ele foi atacado por Ohno.
a 26 de janeirodurante NXT TakeOver: Phoenix , ele derrotou Kassius Ohno por nocaute.
a 6 de fevereirona NXT, ele derrotou Drew Gulak por finalização, após o último lançar um desafio aberto. a20 de marçona NXT, Matt Riddle perde para Adam Cole em uma luta fatal de 5 vias, incluindo The Velveteen Dream , Ricochet e Aleister Black, e não tem a oportunidade de disputar o campeonato NXT vago. No entanto, foi mais tarde anunciado nas redes sociais que ele enfrentaria o The Velveteen Dream pelo NXT North American Championship no NXT Takeover: New York.
a 27 de marçona NXT, Riddle derrota Kona Reeves .
a 5 de abrildurante o NXT TakeOver: New York , Riddle perdeu para o The Velveteen Dream e não venceu o NXT North American Championship.
a 8 de maiono NXT, ele bate em Adam Cole, com quem teve uma briga duas semanas antes. a5 de junhodurante NXT TakeOver: XXV , ele venceu Roderick Strong .
a 19 de junhoNo NXT, Riddle, Tyler Breeze e The Velveteen Dream interrompem The Undisputed Era , levando a uma luta de duplas em que Riddle, Breeze e Velveteen perdem para Bobby Fish , Adam Cole e Roderick Strong .
a 21 de agosto na NXT, ele perde para Killian Dain.

#### The Broserweights e NXT Tag Team Champion (2020)
a 8 de janeiro de 2020, ele e Pete Dunne entram no Dusty Rhodes tag team Classic Tournament e vencem a primeira rodada derrotando Mark Andrews e Flash Morgan Webster. a22 de janeirona NXT, eles pulam a segunda rodada do torneio derrotando a Imperium. a26 de janeirodurante o Royal Rumble , Matt Riddle entrou na luta Royal Rumble, mas foi eliminado em menos de um minuto pelo Rei Corbin .
a 29 de janeirono NXT, Riddle & Dunne derrotaram The Grizzled Young Veterans para ganhar o torneio. No NXT Takeover Portland , eles venceram The Undisputed Era ( Bobby Fish e Kyle O'Reilly ) e ganharam o NXT Tag Team Championship . a19 de fevereirona NXT, eles venceram Oney Lorcan e Danny Burch . a4 de marçono NXT, eles são atacados pelos Grizzled Young Veterans. a11 de marçona NXT, eles venceram The Undisputed Era e mantiveram seus títulos.
a 13 de maiona NXT, Fabian Aichner e Marcel Barthel derrotaram Matt Riddle e Timothy Thatcher (substituindo Pete Dunne ) para ganhar o NXT Tag Team Championship . Mais tarde naquela noite, ele derrotou Timothy Thatcher. No final da partida, ele é atacado por este último. a27 de maiona NXT, ele perde em um Cage Fight Match contra Timothy Thatcher .

#### Rascunho naSmackDown(2020)
a 29 de maiono SmackDown , Kurt Angle anuncia que vai se juntar ao show azul. a19 de junhopara o SmackDown , ele fez sua estréia no show azul ao derrotar o campeão Intercontinental , AJ Styles em uma partida de lenhador sem problemas. a17 de julhona SmackDown , não conquistou o título Intercontinental , batido por AJ Styles . Após a luta, ele aperta a mão de seu oponente, mas o Rei Corbin o ataca usando seu End of Days . a28 de agostono SmackDown , ele desafia King Corbin para uma luta no Payback , que este último aceita sob a condição de derrotar Shorty G , o que ele consegue fazer. a30 de agostoem Payback , ele derrota o Rei Corbin .
a 4 de setembrona SmackDown , ele perdeu um Fatal 4-Way Match para Jey Uso , deixando de se tornar o candidato ao título Universal No. 1 no Clash of Champions , que também incluiu Sheamus e King Corbin . a25 de setembrono SmackDown , ele perde para o Rei Corbin . Na semana seguinte, no SmackDown , ele e Gran Metalik , Lince Dorado derrotou Cesaro , Shinsuke Nakamura e King Corbin em um Tag Team Match de 6 homens . a9 de outubrona SmackDown , Jeff Hardy e ele derrotam The Miz e John Morrison . Após a luta, os quatro homens são atacados por Lars Sullivan , de volta após um ano e 3 meses de ausência.

#### Draft toRaw, campeão da WWE nos Estados Unidos e perda do título (2020-2021)
a 12 de outubrono Raw , durante o Draft , ele foi anunciado para ser transferido para o show vermelho por Stephanie McMahon . Na semana seguinte no Raw , ele perdeu para AJ Styles . a26 de outubrono Raw , ele perde para Sheamus , não se juntando à equipe masculina no Red Show at Survivor Series . a9 de novembrono Raw , ele venceu uma Triple Threat Match ao derrotar Elias e Jeff Hardy , juntando-se como último membro da equipe masculina do show vermelho no Survivor Series . Mais tarde naquela noite, ele e Keith Lee derrotaram Sheamus e Braun Strowman . Na semana seguinte no Raw , ele e Braun Strowman , Sheamus , Keith Lee perderam para RETRIBUTION em uma luta de equipes de 8 homens . a22 de novembrono Survivor Series , o Team Raw ( AJ Styles , Braun Strowman , Sheamus , Keith Lee e ele) derrotou o Team SmackDown ( Kevin Owens , Jey Uso , King Corbin , Seth Rollins e Otis ) em uma eliminação 5 contra 5 do Man's Survivor Series Tradicional Match . No dia seguinte no Raw , ele derrotou Sheamus , qualificando-se para o Triple Threat Match que determinará o contendor No.1 para o WWE Championship na próxima semana. Na semana seguinte no Raw , ele perdeu um Sudden Death Triple Threat Match para AJ Styles , que também incluía Keith Lee , falhando em se tornar o contendor nº 1 do WWE Championship no TLC . a14 de dezembrono Raw , ele vence o MVP . Na semana seguinte no Raw , ele e Jeff Hardy perderam para Bobby Lashley e MVP por finalização. a28 de dezembrono Raw no New Day , ele e Jeff Hardy perderam para a Hurt Business em uma luta de equipes de 8 homens .
a 4 de janeiro de 2021no Raw Legends , ele derrotou Bobby Lashley em um jogo sem apostas, tornando-se o contendor nº 1 dos Estados Unidos na próxima semana. Na semana seguinte no Raw , ele não conseguiu ganhar o título dos Estados Unidos , derrotado pelo The All Mighty por finalização. Para esquecer sua derrota, ele venceu MVP por desqualificação, sofrendo uma Lança de Bobby Lashley durante a luta. a18 de janeirono Raw , ele e Gran Metalik , Lince Dorado perderam para Hurt Business ( Bobby Lashley , Cedric Alexander e Shelton Benjamin ) por finalização em um Tag Team Match de 6 homens . Na semana seguinte no Raw , ele venceu o Gauntlet Match ao derrotar sucessivamente os três membros do Hurt Business  : Shelton Benjamin , MVP e Cedric Alexander , tornando-se o contendor nº 1 pelo título dos Estados Unidos na próxima semana. a31 de janeiroo Royal Rumble , ele entrou no Royal Rumble Jogo masculino em 16 ª posição, elimina Bobby Lashley com a ajuda de Big E , Daniel Bryan e Christian antes de ser eliminado por si só Seth Rollins . No dia seguinte no Raw , ele derrotou Bobby Lashley por desqualificação, mas não ganhou o Campeonato dos Estados Unidos . Na semana seguinte no Raw , ele perdeu para Keith Lee . Mais tarde naquela noite, ele e seu oponente são anunciados como participantes de uma Triple Threat Match pelo título dos Estados Unidos na Elimination Chamber . a15 de fevereirono Raw , Gran Metalik , Lince Dorado e ele venceram o Hurt Business ( MVP , Cedric Alexander e Shelton Benjamin ) em uma luta de times de 6 homens . ao 21 de fevereirona Elimination Chamber , ele se torna o novo United States WWE Champion ao derrotar John Morrison e Bobby Lashley em uma Triple Threat Match . a8 de marçoNo Raw , é anunciado que ele vai desafiar seu título contra Mustafa Ali na próxima semana. Na semana seguinte no Raw , ele manteve o título ao derrotar Mustafa Ali . a21 de marçodurante o pré-show em Fastlane , ele manteve o título novamente ao derrotar Mustafa Ali . a29 de marçono Raw , ele perde para Sheamus . Mais tarde naquela noite, uma luta entre Sheamus e ele pelo título dos Estados Unidos da WWE na WrestleMania 37 é anunciada.
a 11 de abrilna WrestleMania 37 , ele perdeu para Sheamus , não conseguindo manter seu título.

#### Aliança com Randy Orton (2021-Presente)
No episódio do Raw de 19 de abril, Riddle interromperia uma entrevista nos bastidores de Randy Orton, onde Riddle sugeriu uma formação de duplas, com Orton descartando a ideia logo de cara. Uma luta foi feita mais tarde naquela noite entre Orton e Riddle, que Riddle venceu com um roll-up. Na semana seguinte no Raw, Orton estava nos bastidores com Riddle quando ele sugeriu que a equipe fosse criada. Mais tarde, a recém-criada RK-Bro derrotou Cedric Alexander e Shelton Benjamin. Em uma entrevista nos bastidores depois, Orton sugeriu a Riddle que eles levassem a equipe "um dia de cada vez", tornando Orton babyface pelo primeira vez desde 2020.
No Raw de 3 de maio, Orton e Riddle derrotaram Elias e Jaxson Ryker, isso levou o recorde da RK-Bro para 2-0. No episódio de 10 de maio do Raw, a RK-Bro se uniu ao New Day (Kofi Kingston e Xavier Woods) para derrotar AJ Styles, Omos, Elias e Ryker em uma luta de oito homens, aumentando o recorde do RK-Bro para 3-0. No Raw de 21 de junho, Orton enfrentou John Morrison em uma luta de qualificação para o Money in the Bank, mas foi derrotado. Na semana seguinte, Orton estava programado para enfrentar AJ Styles e Drew McIntyre em uma luta pela última chance no Money in the Bank, mas por razões desconhecidas foi removido e substituído por Riddle, que perderia o combate para Orton.
Após uma ausência de sete semanas, Orton retornou no episódio de 9 de agosto do Raw, onde inicialmente descontinuou sua equipe com Riddle no início do show. Mais tarde na noite, Orton derrotou AJ Styles em uma luta após a ajuda de Riddle e depois fingiu abraçá-lo, mas em vez disso o acertou com um RKO como sinal de gratidão. Na semana seguinte, Orton reuniu oficialmente a equipe depois que Riddle salvou Orton de um ataque das mãos de Omos e Styles. No SummerSlam, a RK-Bro derrotou Styles e Omos para ganhar seu primeiro Raw Tag Team Championship. No Crown Jewel, a RK-Bro manteria seus títulos contra AJ Styles e Omos.
Enquanto se apresentava no Raw, Riddle retornou ao NXT no episódio de 7 de dezembro, quando foi revelado que ele era o Shaman do MSK. No episódio do Raw de 10 de janeiro de 2022 , RK-Bro perdeu os títulos para a Alpha Academy (Chad Gable e Otis), encerrando seu reinado de 142 dias. Riddle participou da luta Royal Rumble no evento homônimo antes de ser eliminado pelo eventual vencedor Brock Lesnar. Riddle mais tarde competiu na luta pelo WWE Championship no Elimination Chamber, onde foi novamente eliminado por Brock Lesnar, que venceu a luta. No Raw de 7 de março, a RK-Bro ganhou seu segundo Raw Tag Team Championship depois de derrotar a Alpha Academy e a equipe de Kevin Owens e Seth "Freakin" Rollins em uma luta tripla e passou a defender com sucesso os títulos na WrestleMania 38 contra Alpha Academy e The Street Profits (Angelo Dawkins e Montez Ford). Duas semanas após a WrestleMania, os Campeões de Duplas do SmackDown, The Usos, apareceram no Raw desafiando a RK-Bro para uma luta de unificação dos títulos de duplas na WrestleMania Backlash. A RK-Bro acabou aceitando o desafio. A luta no final das contas foi transformada em uma luta de seis homens sem o título em jogo, na qual a The Bloodline (Roman Reigns e The Usos) derrotaram a RK-Bro e Drew McIntyre depois que Reigns pinnou Riddle. A luta de unificação entre RK-Bro e The Usos foi posteriormente agendada para o episódio de 20 de maio do SmackDown, onde a RK-Bro perdeu seus títulos para os The Usos, terminando seu segundo reinado em 74 dias. Depois que Orton foi afastado com uma lesão nas costas, Riddle continuou a rivalizar com a The Bloodline, juntando-se a Shinsuke Nakamura, inimigo comum da Bloodline, para desafiar sem sucesso os The Usos pelo Undisputed WWE Tag Team Championship no episódio de 3 de junho do SmackDown após uma distração do associado da Bloodline Sami Zayn. Com uma vitória sobre Zayn na semana seguinte, Riddle ganhou uma luta contra Reigns pelo Undisputed WWE Universal Championship. No episódio de 17 de junho do SmackDown, Riddle perdeu para Reigns, impedindo-o de desafiar Reigns pelo título novamente.

## Cartel no MMA
| Cartel no MMA       |            |            |
| 13 lutas            | 8 vitórias | 3 derrotas |
| Por nocaute         | 1          | 1          |
| Por finalização     | 1          | 0          |
| Por decisão         | 5          | 2          |
| Por desqualificação | 1          | 0          |
| No contest          | 2          | 2          |

| Res.    | Cartel  | Oponente          | Método                            | Evento                               | Data       | Round | Tempo | Local                      | Notas                                                                     |
| ------- | ------- | ----------------- | --------------------------------- | ------------------------------------ | ---------- | ----- | ----- | -------------------------- | ------------------------------------------------------------------------- |
| Vitória | 8-3 (2) | Michael Kuiper    | Finalização (guilhotina)          | Titan FC 27                          | 28/02/2014 | 2     | 2:29  | Kansas City, Kansas        |                                                                           |
| NC      | 7-3 (2) | Che Mills         | Sem Resultado (resultado mudado)  | UFC on Fuel TV: Barão vs. McDonald   | 16/02/2013 | 3     | 5:00  | Londres                    | Originalmente vitória; Testou positivo para Maconha.                      |
| Vitória | 7–3 (1) | John Maguire      | Decisão (unânime)                 | UFC 154: St. Pierre vs. Condit       | 17/11/2012 | 3     | 5:00  | Montreal, Quebec           |                                                                           |
| NC      | 6–3 (1) | Chris Clements    | Sem Resultado (resultado mudado)  | UFC 149: Faber vs. Barão             | 21/07/2012 | 3     | 2:02  | Calgary, Alberta           | Originalmente vitória; Finalização da Noite; Testou positivo para Maconha |
| Vitória | 6–3     | Henry Martinez    | Decisão (dividida)                | UFC 143: Diaz vs. Condit             | 04/02/2012 | 3     | 5:00  | Las Vegas, Nevada          |                                                                           |
| Derrota | 5–3     | Lance Benoist     | Decisão (unânime)                 | UFC Fight Night 25                   | 17/09/2011 | 3     | 5:00  | New Orleans, Louisiana     | Luta da Noite                                                             |
| Derrota | 5–2     | Sean Pierson      | Decisão (unânime)                 | UFC 124: St. Pierre vs. Kosheck II   | 11/12/2010 | 3     | 5:00  | Montreal, Quebec           |                                                                           |
| Vitória | 5–1     | DaMarques Johnson | Nocaute Técnico (socos)           | UFC Live: Jones vs. Matyushenko      | 01/08/2010 | 2     | 4:29  | San Diego, California      | Peso Casado (172 lbs)                                                     |
| Vitória | 4–1     | Greg Soto         | Desqualificação (pedalada ilegal) | UFC 111: St. Pierre vs. Hardy        | 27/03/2010 | 3     | 1:30  | Newark, New Jersey         |                                                                           |
| Derrota | 3–1     | Nick Osipczak     | Nocaute Técnico (socos)           | UFC 105: Couture vs. Vera            | 14/11/2009 | 3     | 3:53  | Manchester                 |                                                                           |
| Vitória | 3–0     | Dan Cramer        | Decisão (unânime)                 | UFC 101: Declaration                 | 08/08/2009 | 3     | 5:00  | Philadelphia, Pennsylvania |                                                                           |
| Vitória | 2–0     | Steve Bruno       | Decisão (unânime)                 | UFC Fight Night: Lauzon vs. Stephens | 07/02/2009 | 3     | 5:00  | Tampa, Florida             | Estréia nos Meio Médios                                                   |
| Vitória | 1–0     | Dante Rivera      | Decisão (unânime)                 | The Ultimate Fighter 7 Finale        | 21/06/2008 | 3     | 5:00  | Las Vegas, Nevada          |                                                                           |